# Kung-Fu Master
Pour les articles homonymes, voir Kung-Fu Master (homonymie).
Kung-Fu Master (connu sous le nom de Spartan X au Japon et intitulé Kung-Fu lors de son adaptation sur NES) est un beat them all développé par Irem initialement sorti en 1984 sur borne d'arcade, puis sur de nombreux autres supports.
Il est considéré par beaucoup comme le premier véritable beat them all de l'histoire.

## Inspiration
Le jeu est basé sur le film Wheels on Meals (Spartan X au Japon) avec Jackie Chan et Sammo Hung dans les rôles principaux en y ajoutant le principe du film Le Jeu de la mort avec Bruce Lee et Kareem Abdul-Jabbar, où le héros gravit les étages les uns après les autres en combattant ses ennemis.
Kung-Fu Master connaît un succès énorme et reste comme un pilier de l'arcade. Il est considéré comme le premier jeu de combat à progression.
Vigilante, créé en 1988, se veut être la suite du jeu, malheureusement ratée et qui n'obtiendra pas le succès de son ainée. Kung-Fu Master connaît une suite sur console, sur Famicom, nommée Spartan X 2.
Le film Kung-Fu Master (qui porte le titre Le Petit Amour aux États-Unis) d'Agnès Varda reprend dans son introduction et pour plusieurs scènes la représentation de profil très caractéristique du jeu.

## Trame
Un maître de Kung Fu, Thomas, se fait attaquer par un groupe d'inconnus qui kidnappent sa petite amie Silvia avant de s'enfuir. Peu après il reçoit une lettre signée par un mystérieux X lui enjoignant de se rendre au temple du démon s'il tient à la vie de Silvia. Il devra affronter les cinq fils du démon avant de pouvoir sauver son amour.

## Système de jeu
Le jeu se déroule sur un unique plan horizontal et le joueur est amené à se déplacer soit vers la droite soit vers la gauche. Les ennemis surgissent des deux extrémités de l'écran, certains ne font que venir agripper le joueur jusqu’à ce que mort s'ensuive, d'autres lancent des couteaux, frappent… Les niveaux représentent les cinq étages du temple que Thomas doit gravir pour sauver Silvia, chacun s'achève par un combat contre un boss.
Pour faire face le joueur dispose de deux boutons, un pour les coups de poing, l'autre pour les coups de pied. Il est possible d'effectuer ces deux attaques debout, accroupi ou en sautant, la difficulté du jeu résidant dans la capacité à ne pas se faire déborder et à porter les attaques au bon niveau.
La vie du héros et celle du boss sont matérialisées par des jauges qui diminuent à chaque coup, à la droite de celles-ci un indicateur informe le joueur du numéro de l'étage sur lequel il se situe et enfin tout à droite un compte à rebours indique le temps restant pour finir le niveau. Le jeu propose un mode à deux joueurs où chacun joue l'un après l'autre, le changement intervenant après la perte d'un crédit ou la fin d'un niveau. Ce système fut repris quasiment à l'identique pour Vigilante qui est en quelque sorte la suite de Kung-Fu Master.

## Conversions
Le jeu a fait l'objet de nombreuses conversions, sur console et micro-ordinateur (et même sur d'autres systèmes en arcade) : 
- Atari 2600 (1984)
- Apple II
- PlayChoice-10 (1985)
- Nes[2],[3] (1985)
- Commodore 64 (1985)
- Amstrad CPC[4] (1986)
- ZX Spectrum (1986)
- Atari 7800 (1989)
- Game Boy (1990)  (voir l'article détaillé : Kung-Fu Master (Game Boy))

## Accueil
Le jeu est l'une des entrées de l'ouvrage Les 1001 jeux vidéo auxquels il faut avoir joué dans sa vie.

## Dans la culture populaire
Ce jeu vidéo a inspiré à Agnès Varda le film du même nom, sorti en 1988 : Kung-fu master. De fait, ce jeu vidéo est explicitement cité et bien montré à plusieurs reprises dans le film.